# Linne (Burgwald)
Koordinaten: 51° 1′ 31″ N, 8° 49′ 37″ O
Linne ist der Name einer wüst gefallenen Siedlung in der Gemarkung von Bottendorf, einem Ortsteil der Gemeinde Burgwald im nordhessischen Landkreis Waldeck-Frankenberg.

## Geographische Lage
Der Ort lag südöstlich von Bottendorf auf 330 m Höhe über NHN am Südwestfuß des Linnerbergs (375,2 m) am linken, westlichen Ufer des Kalten Wassers bzw. im Straßenknie östlich der Landesstraße L 3076 und nördlich der hier von Osten in die L 3076 einmündenden Kreisstraße K 99. Die der einstigen Siedlung auf dem rechten Ufer des Bachs gegenüberliegende Linnermühle und die Flurnamen „Am Linner Berg“, „Auf dem Linner Berg“ und „Im Linnergrund“ erinnern an das verschwundene Dorf.

## Geschichte
Zur Geschichte des Dorfes selbst ist kaum etwas bekannt, und bei den wenigen heute bekannten Erwähnungen von Linne aus dem 13. bis 15. Jahrhundert ist unklar, ob es sich dabei um die Siedlung, die Mühle oder die kleine Wasserburg oder um alle gemeinsam handelt. Laut dem Bezirksarchäologen Klaus Sippel wurde das Dorf als villa Lynden erstmals 1313 direkt erwähnt, aber es ist bereits 1240 als Ort im Archiv des Klosters Haina beurkundet, und die Linnermühle (molendinum Linda) ist bereits 1215 als Mühle des Klosters Haina belegt.
Die Siedlung entstand wohl um oder in unmittelbarer Nähe einer kleinen Motte oder Wasserburg des niederadligen Ministerialengeschlechts derer von Linne (oder auch Lynne). Heinrich und Konrad von Linne sind ab 1240 als landgräflich hessische Burgmannen im nahen Frankenberg nachgewiesen; vermutlich waren sie es, die die kleine Burg – von der heute nur noch ein von Menschenhand aufgehäufter Erdhügel geblieben ist – errichteten, denn ihre Familie ist ab 1251 am Ort nachweisbar.
Wann die Siedlung aufgegeben wurde, ist unbekannt. Ihre Bewohner zogen vermutlich ins nahe Bottendorf oder nach Frankenberg.